# Boleophthalmus birdsongi
Boleophthalmus birdsongi là một loài cá trong họ Oxudercidae.